# Fort de Lalbagh
Le fort de Lalbagh (bengalî : লালবাগ দূর্গ) est un fort moghol inachevé, datant du XVIIe siècle, situé le long de la rivière Buriganga, à Dhaka, dans la vieille ville.

## Histoire
Depuis la victoire de Akbar en 1575, le Bengale est une province de l'empire moghol et Dhaka en devient la capitale en 1608, succédant à Rajmahal et ce, jusqu'en 1717. Au cours de cette période, Dhaka connut une phase de prospérité et d'expansion. Sur le plan architectural, de nombreux monuments ont été construits (palais, mosquées, mausolées, forts). Malheureusement peu de vestiges ont survécu jusqu'à aujourd'hui. Parmi eux se trouve le fort de Lalbagh.
Sa construction fut entreprise par le Prince Muhammad Azam, fils de l'empereur moghol Aurangzeb, en 1678. Avant la fin de la construction du fort, Aurangzeb le rappela pour l'assister dans la guerre contre l'empire marathe. Son successeur, le gouverneur Nawab Shaista Khan, continua la construction du fort et aurait arrêté sa construction à la suite de la mort de sa fille Iran Dukht, surnommée Bibi Pari pour sa beauté.
Le fort était la résidence de Shaista Khan. Il servit également de prison.

## Plan du fort
Pendant longtemps, nous ne connaissions du fort que trois bâtiments :
- la mosquée ;
- le mausolée de Para Bibi ;
- Diwan-i-Aam, comprenant deux entrées et une muraille en partie démolie.

Sur les sept hectares que représente le fort, les fouilles ont révélé des restes de 26 ou 27 édifices qui servaient notamment à acheminer l'eau, des jardins suspendus et des fontaines. Les rénovations entreprises par le département d'archéologie font du fort un endroit intéressant à visiter par les touristes.

### Entrées

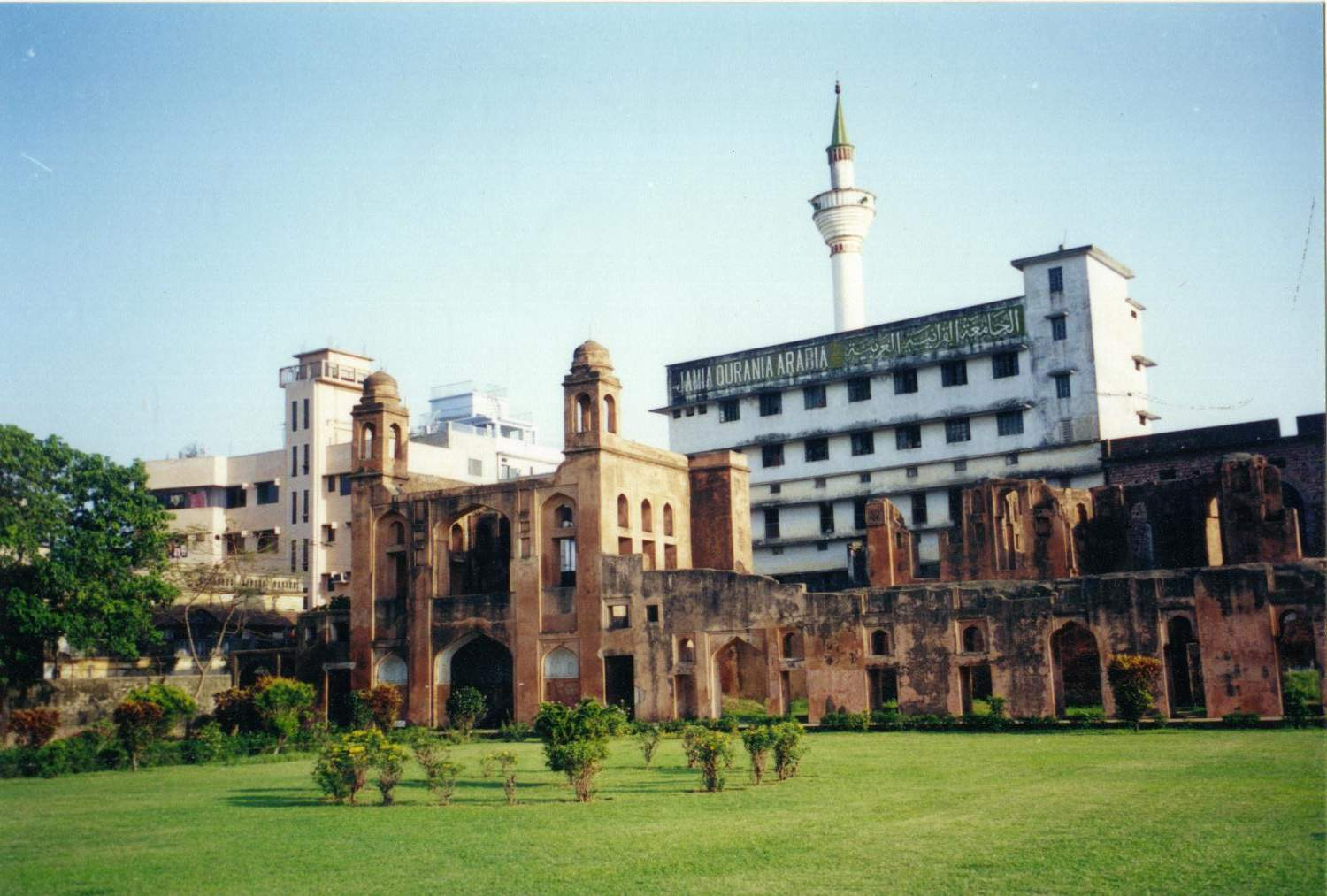

Deux grandes portes sont situées aux extrémités nord-est et au sud-est du fort, laissant penser que le fort devait être prolongé à l'est de 1 082 pieds. Les portes devaient se trouver au milieu du fort.
Outre ces deux grandes portes d'entrées, une troisième se trouve au nord. C'est cette porte qui est utilisée actuellement comme porte d'entrée par les visiteurs du fort.

### Diwan-i-Aam

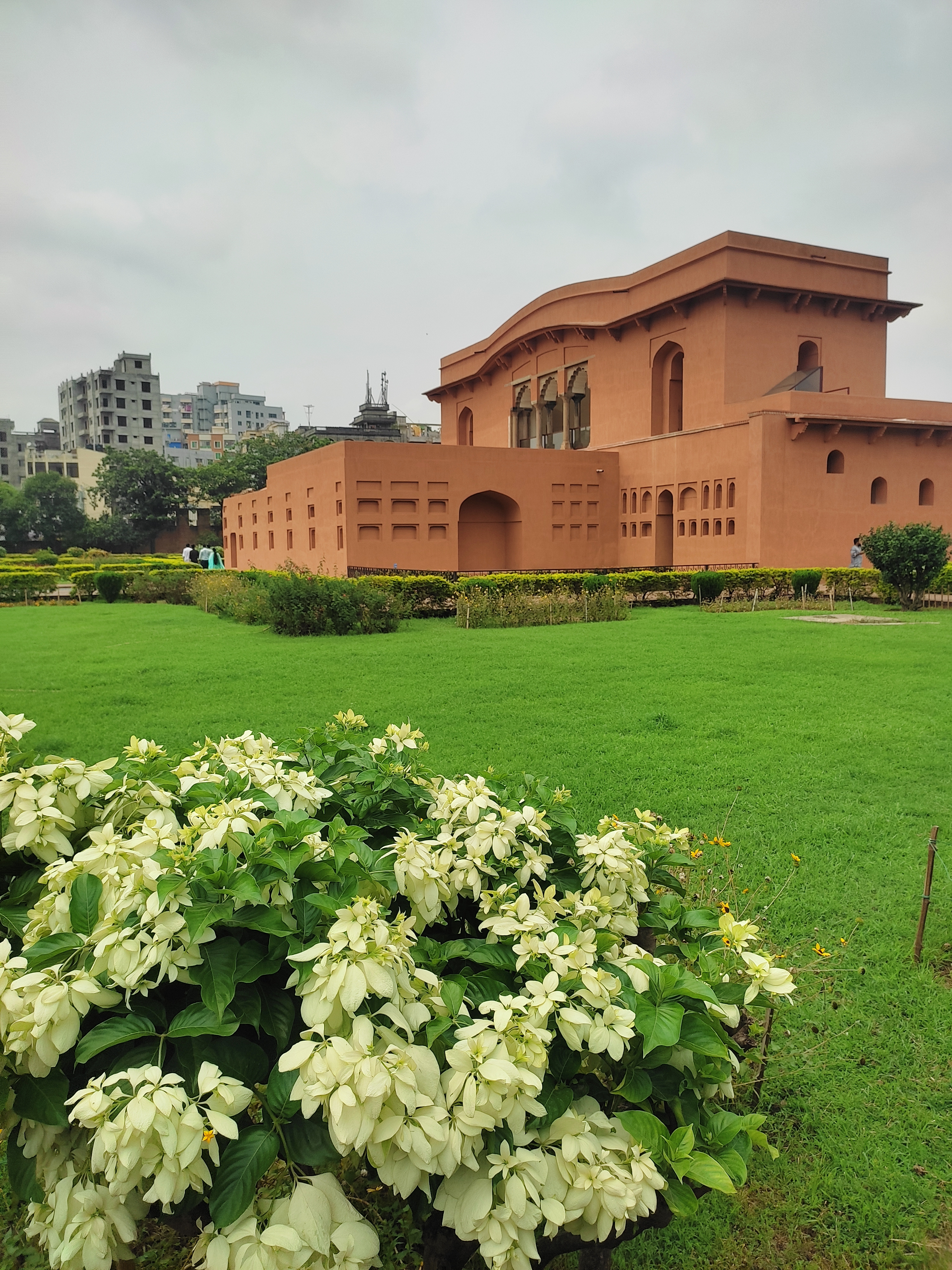
Diwan-i-Am

### Mausolée de Bibi Pari

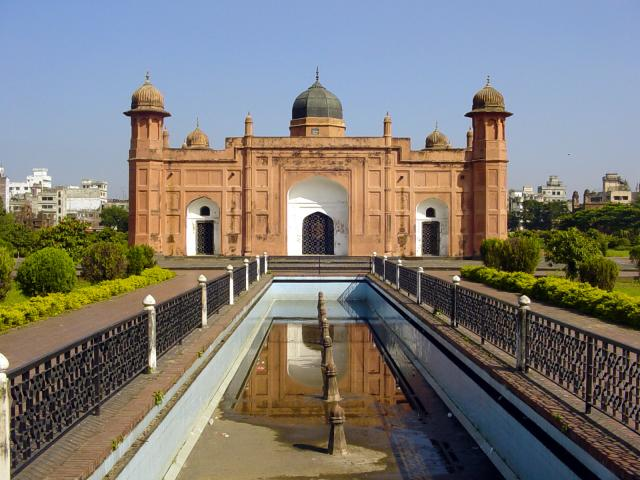
Mausolée de Bibi Pari

Le mausolée de Bibi Pari, situé au centre, est l'édifice le plus impressionnant du fort qui ait tenu jusqu'à aujourd'hui. Huit pièces entourent une pièce centrale qui contient les restes humains de la fille de Khan, Bibi Pari (qui est également la fiancée d'Azam). La pièce centrale est coiffée d'un dôme semi-octogonal.